# Mobi Fehr
Mobi Fehr (sinh ngày 13 tháng 12 năm 1994) là một cầu thủ bóng đá chuyên nghiệp người Hoa Kỳ hiện đang chơi cho câu lạc bộ Las Vegas Lights.

## Sự nghiệp câu lạc bộ
Mobi Fehr đã từng chơi cho SC Sagamihara.